# Triatlon na Letních olympijských hrách 2008 – muži
Triatlon mužů na Olympijských hrách v Pekingu 2008 se uskuteční 18. srpna nedaleko od Pekingu v Ming Tomb Reservoiru. 

## Discipliny
| Disciplína      | Datum     | Start závodu |
| --------------- | --------- | ------------ |
| Mužský Triatlon | 18. srpna | 10:00        |

## Kalendář
| Kalendář her | Kalendář her | 6 | 7 | 8 | 9 | 10 | 11 | 12 | 13 | 14 | 15 | 16 | 17 | 18 | 19 | 20 | 21 | 22 | 23 | 24 |
| ------------ | ------------ | - | - | - | - | -- | -- | -- | -- | -- | -- | -- | -- | -- | -- | -- | -- | -- | -- | -- |
| Triatlon     |              |   |   |   |   |    |    |    |    |    |    |    |    | 1  | 1  |    |    |    |    |    |

|  | Závody |  | Finále |

| #  | Jméno                  | Stát | Čas | Umístění |
| -- | ---------------------- | ---- | --- | -------- |
| 1  | Hendrik De Villiers    | RSA  | -   | -        |
| 2  | Sander Berk            | NED  | -   | -        |
| 3  | Francisco Serrano      | MEX  | -   | -        |
| 4  | Marko Albert           | EST  | -   | -        |
| 5  | Hirokatsu Tayama       | JPN  | -   | -        |
| 6  | Ryosuke Yamamoto       | JPN  | -   | -        |
| 7  | Reinaldo Colucci       | BRA  | -   | -        |
| 8  | Juraci Moreira         | BRA  | -   | -        |
| 9  | Emilio D'Aquino        | ITA  | -   | -        |
| 10 | Daniel Fontana         | ITA  | -   | -        |
| 11 | Courtney Atkinson      | AUS  | -   | -        |
| 12 | Brad Kahlefeldt        | AUS  | -   | -        |
| 14 | Colin Jenkins          | CAN  | -   | -        |
| 15 | Paul Tichelaar         | CAN  | -   | -        |
| 16 | Simon Whitfield        | CAN  | -   | -        |
| 17 | Peter Croes            | BEL  | -   | -        |
| 18 | Axel Zeebroek          | BEL  | -   | -        |
| 19 | Volodymyr Polikarpenko | UKR  | -   | -        |
| 20 | Christopher Felgate    | ZIM  | -   | -        |
| 21 | Hunter Kemper          | USA  | -   | -        |
| 22 | Matthew Reed           | USA  | -   | -        |
| 23 | Jarrod Shoemaker       | USA  | -   | -        |
| 24 | Alexander Brukhankov   | RUS  | -   | -        |
| 25 | Dmitry Polyansky       | RUS  | -   | -        |
| 26 | Igor Sysoev            | RUS  | -   | -        |
| 27 | Bevan Docherty         | NZL  | -   | -        |
| 28 | Kris Gemmell           | NZL  | -   | -        |
| 29 | Shane Reed             | NZL  | -   | -        |
| 30 | Javier Gomez           | ESP  | -   | -        |
| 31 | Ivan Rana              | ESP  | -   | -        |
| 32 | Jan Frodeno            | GER  | -   | -        |
| 33 | Christian Prochnow     | GER  | -   | -        |
| 34 | Daniel Unger           | GER  | -   | -        |
| 35 | Alistar Brownlee       | GBR  | -   | -        |
| 36 | William Clarke         | GBR  | -   | -        |
| 37 | Tim Don                | GBR  | -   | -        |
| 38 | Frederic Belaubre      | FRA  | -   | -        |
| 39 | Tony Moulai            | FRA  | -   | -        |
| 40 | Laurent Vidal          | FRA  | -   | -        |
| 41 | Rasmus Henning         | DEN  | -   | -        |
| 42 | Filip Ospalý           | CZE  | -   | -        |
| 43 | Reto Hug               | SUI  | -   | -        |
| 44 | Olivier Marceau        | SUI  | -   | -        |
| 45 | Sven Riederer          | SUI  | -   | -        |
| 46 | Pavel Šimko            | SVK  | -   | -        |
| 47 | Simon Agoston          | AUT  | -   | -        |
| 48 | Omar Tayara            | SYR  | -   | -        |
| 49 | Marek Jaskolka         | POL  | -   | -        |
| 50 | Daniel Lee Chi Wo      | HKG  | -   | -        |
| 51 | Dmitriy Gaag           | KAZ  | -   | -        |
| 52 | Daniil Sapunov         | KAZ  | -   | -        |
| 53 | Duarte Silva Marques   | POR  | -   | -        |
| 54 | Bruno Pais             | POR  | -   | -        |
| 55 | Dirk Bockel            | LUX  | -   | -        |
| 56 | Daqing Wang            | CHN  | -   | -        |